# Kiko Seike
Kiko Seike (清家 貴子 Seike Kiko?), född 8 augusti 1996 i Tokyo, är en japansk fotbollsspelare.
Seike har spelat en landskamp för det japanska landslaget.